# We the Kingdom
We the Kingdom é uma banda americana de música cristã contemporânea que assinou contrato com o Capitol Christian Music Group. A banda é formada por várias gerações de parentes: Andrew Bergthold, Ed Cash, Franni Rae Cash, Martin Cash e Scott Cash. O nome da banda vem da ideia de que "o reino de Deus está aqui entre nós".
A banda lançou seus primeiros singles, " Dancing on the Waves " e o single de sucesso " Holy Water ", seguido por seu EP de estreia, Live at the Wheelhouse, em 2019. Isso rendeu à banda quatro indicações no 51º GMA Dove Awardsganhando o Dove Award de Novo Artista do Ano. Em 2020, a banda lançou seu álbum de estreia, Holy Water, que tinha os singles lançados anteriormente "Dancing on the Waves" e "Holy Water", além de " Don't Tread on Me ", " God So Loved " e " Child of Amor ". A banda ganhou duas indicações ao Grammy no 63º Grammy Awards, com Holy Water para Melhor Álbum de Música Cristã Contemporânea, e a faixa-título sendo indicada para Melhor Performance/Canção de Música Cristã Contemporânea. Em 2021, a banda ganhou o GMA Dove Award de Artista evangélico Contemporâneo do Ano e Álbum Pop / Contemporâneo do Ano por Holy Water (2020), e ganhou uma indicação para a música  adoração gravada do ano por "God So Loved" no 52º GMA Dove Awards.

## História
Em 16 de agosto de 2019, We the Kingdom lançou seu single de estreia, " Dancing on the Waves ". Em setembro de 2019, a banda lançou seu segundo single, " Holy Water ". "Holy Water" se tornou o single de sucesso da banda, chegando ao segundo lugar na parada Hot Christian Songs. A banda lançou seu EP de estreia, Live at the Wheelhouse, em outubro de 2019. Live at the Wheelhouse alcançou o terceiro lugar no Top Christian Albums Chart.
Em 24 de abril de 2020, " Don't Tread on Me " foi lançado como o terceiro single do álbum. "Don't Tread on Me" alcançou a quadrigésima posição na parada melhores músicas cristãs. Em 29 de maio de 2020, We the Kingdom lançou " God So Loved ". "God So Loved" alcançou a quarta posição na parada melhores músicas cristãs. Em 3 de julho de 2020, We the Kingdom anunciou que seu primeiro álbum de estúdio, Holy Water, seria lançado em 7 de agosto, enquanto lançava" Child of Love " como o primeiro single promocional do álbum. "No Doubt About It" foi lançado como o segundo single promocional de Holy Water em 24 de julho de 2020. We the kingdom lançou  a Holy water em 7 de agosto de 2020. O álbum estreou em 4º lugar no Top Christian Albums Chart.
No 51º GMA Dove Awards em outubro de 2020, We the Kingdom foi indicado a quatro prêmios, sendo eles o Artista Novo do Ano, Canção do Ano e Canção Gravada Pop/Contemporânea do Ano por "Holy Water" e Pop/Contemporary Álbum do Ano para Live at the Wheelhouse, com a banda ganhando apenas o prêmio de Artista Novo do Ano. No 30 de outubro do 2020, a banda lançou " Light of the World (Sing Hallelujah) " como single autônomo. "Light Of The World (Sing Hallelujah)" alcançou a vigésima posição na parada melhores músicas cristãs.
Em 29 de janeiro de 2021, a banda lançou "Child of Love" com Bear Rinehart do Needtobreathe como o quinto single de Holy Water (2020). "Child of Love" alcançou a 5ª posição na parada melhores músicas cristãs. No 63º Grammy Awards em março de 2021, We the Kingdom recebeu duas indicações, com "Holy Water" sendo indicado para Melhor Performance/Canção de Música Cristã Contemporânea e Holy Water para Melhor Álbum de Música Cristã Contemporânea.